# Chris Impellitteri
Chris Impellitteri (Connecticut, 1964. szeptember 25. –) olasz származású amerikai gitáros, az Impellitteri együttes alapítója. 2008-ban a Guitarworld Magazine minden idők egyik leggyorsabb gitárosának nevezte. Ezzel Chris olyan legendás gitárosokat utasított maga mögé, mint Eddie Van Halen, Randy Rhoads és Yngwie Malmsteen. 2003-ban a Guitar One Magazine "minden idők leggyorsabb gitárosa" listáján egyedül Michael Angelo Batio tudta megelőzni.

## Biográfia
Az olasz származású Chrisnek tragikus gyerekkorban kellett részesülnie. 9 éves korában a szülei öngyilkosságot követtek el. Chris ezután a nagyszüleihez került. Nagyanyja vett neki egy elektromos gitárt, és tanulásra ösztönözte az ifjú Impellitterit. A szülei halála miatt érzet haragot és belső dühöt a gitárján vezette le. Elmondása szerint a hangszer nagy segítségére volt, hogy túlélje ezeket a nehéz időket. Tizenéves korában Eddie Van Halen, Randy Rhoads, Uli Jon Roth és Al Di Meola játéka jelentette számára a fő inspirációt.
1987-ben jelent meg zenekarának az Impellitterinek az első EP-je. A "fekete EP"-nek is becézett anyag gyors számai valamint Rob Rock magas tartományokban mozgó énektémái révén az anyagot olyan legendás zenekarokkal hasonlítgatták, mint az Iron Maiden vagy a Judas Priest. Chris tüzes gitárszólói révén pedig a világ leggyorsabb gitárosaként vált ismertté. Az EP a világ minden táján rajongókat szerzett az együttesnek, azóta pedig már több, mint egymillió lemezt adtak el világszerte.
Az 1992-es Grin and Bear It album nem aratott akkora sikert, mint az 1988-as Stand in Line debütlemez, ezért Chris a következő Victim of the System anyagon folytatta a neoklasszikus stílusban fogant heavy metalt, szemben az előző album hard rockosabb törekvéseivel.
Az 1996-os Screaming Symphony és Eye of the Hurricane lemezek ismét a régi formát hozták, míg a 2000-es Crunch albumon Chris a kísérletezősebb oldalát mutatta meg.
Utolsó anyaga zenekarával 2009-ben jelent meg Wicked Maiden címmel, mely a korai albumok örökségét vitte tovább. A turné nyitókoncertjére a Sweden Rock Festival keretein belül került sor, ahol Chris és zenekara egy színpadon játszhatott, olyan zenekarokkal, mint a Heaven and Hell, a Journey vagy a Dream Theater.

## Stílus
Chris Impellitterit felbukkanása idején gyakran emlegették az amerikai Yngwie Malmsteenként is, ugyanis arról híresült el, hogy másodpercenként 1-2 hanggal többet tudott előcsalni Fender Stratocasteréből, mint a svéd gitáros. Chris több interjúban is kifejtette már, hogy Malmsteen nem tartozik a legnagyobb hatásai közé, bár kétségtelenül elismeri, hogy hatással volt a játékára.
Stílusa már felbukkanásakor sem hatott az újdonság erejével, leginkább hihetetlen sebességével szerzett magának hírnevet. Játékát az erőteljes heavy/power metal riffek mellett a neoklasszikus dallamfordulatok és arpeggiok határozzák meg, de nagy hangsúlyt fektet a pengetőkéz sebességére is. Nagyrészt Fender Stratocaster hangszerekkel mutatkozik, de gyakran látni Ibanez testű gitárokkal is.

## Diszkográfia
| Nagylemezek - Stand in Line (1988) - Grin and Bear It (1992) - Answer to the Master (1994) - Screaming Symphony (1996) - Eye of the Hurricane (1997) - Crunch (2000) - System X (2002) - Pedal to the Metal (2004) - Wicked Maiden (2009) | EP-k - Impellitteri (1987) - Victim of the System (1993) - Fuel for the Fire (1997) Koncertlemezek - Live! Fast! Loud! (1998) Válogatások - The Very Best of Impellitteri: Faster Than the Speed of Light (2002) |